# Yokosuka E1Y
Yokosuka E1Y (Морський розвідувальний гідролітак Тип 14) — серійний розвідувальний гідролітак Імперського флоту Японії періоду 1920-1930-х років

## Історія створення
У 1921 році Арсенал флоту в Йокосуці розпочав розробку нового розвідувального гідролітака на заміну Yokosuka Ro-go Ko-gata. Він отримав позначення «морський розвідувальний гідролітак Тип 10». Два прототипи були збудовані у 1923 році.
Це був одномоторний двомісний літак, оснащений двигуном V12 Lorraine-Dietrich 1 потужністю 400 к.с. Через завелику вагу літак не продемонстрував хороших показників. Наступний варіант, збудований у 1924 році — «Тип 10 Модель А», мав лише незначні покращення.
У 1925 році був збудований літак «Тип 10 Модель А». На ньому вдалось значно знизити масу (з 1912 кг до 1660 кг). Також був зменшений розмах крил. Це дало змогу збільшити швидкопідйомність та швидкість літака.
Літак сподобався флоту, і у 1926 році він був прийнятий на озброєння під назвою «Морський розвідувальний гідролітак Тип 14». Пізніше, при запровадженні короткої системи позначень, він отримав позначення E1Y.
До кінця 1926 року у виробництво були запущені 2 варіанти літака: двомісний ближній розвідник-коригувальник E1Y1, оснащений двигуном Lorraine-Dietrich 12D потужністю 400 к.с., та тримісний E1Y2 з потужнішим двигуном Lorraine-Dietrich 12Е (450 к.с.), який планувалось використовувати як дальній розвідник. Його автономність була збільшена до 9 год. порівняно зі 7 год. варіанту E1Y1. Також на ньому були встановлені суцільнометалеві поплавки.
За період з 1926 по 1930 роки на заводі в Йокосуці було випущено 6 літаків E1Y1 та 6 — E1Y2. Через наслідки землетрусу 1923 року завод не мав змоги випускати більшу кількість літаків. Тому виробництво було розгорнуте на заводах фірм Nakajima та Aichi, які випустили 47 та 148 літаків обох модифікацій відповідно.
У 1930 році на заміну E1Y був прийнятий на озброєння літак Yokosuka E5Y. Але новий літак не показав суттєвих переваг перед попередником і так і не витіснив його повністю з бойових частин. В результаті на фірмі Aichi була розроблена модифікація E1Y3, на якій був встановлений двигун Lorraine-Dietrich 12Ed, новий чотирилопасний гвинт постійного кроку, а також було перероблене хвостове оперення. Цей варіант мав швидкість, більшу не лише ніж у попередніх моделях, але й у E5Y. З 1931 по 1934 роки фірма Aichi випустила 102 таких літаки.
Крім серійних моделей, було розроблено декілька експериментальних варіантів, зокрема «Тип 14 Модель 2-KAI» з 9-циліндровим двигуном Nakajima Jupiter VIII (450 к.с.), «Тип 14 Модель 2-KAI-1С» з 12-циліндровим двигуном Lorraine-Dietrich 12Ed (450 к.с.) та «Тип 14 Модель 2-KAI-1D» з двигуном Jupiter VIII та подовженою носовою частиною. Останній варіант став прототипом для літака E5Y.

## Тактико-технічні характеристики

### Технічні характеристики
- Екіпаж: 3 чоловік
- Довжина: 10,29 м
- Висота: 4,15 м
- Розмах крила: 14,22 м
- Площа крила: 54,20 м²
- Маса пустого: 1 889 кг
- Маса спорядженого: 2 750 кг
- Двигун: 1 х Lorraine-Dietrich 2
- Потужність: 450 к. с.

### Льотні характеристики
- Максимальна швидкість: 177 км/г
- Крейсерська швидкість: 130 км/г
- Практична дальність: 1 156 км
- Практична стеля: 4 000 м
- Тривалість польоту: 9 г

## Модифікації
- «Морський розвідувальний гідролітак Тип 10» — прототип з двигуном V12 Lorraine-Dietrich 1 (400 к.с.) (2 екз.)
- «Морський розвідувальний гідролітак Тип 10 Модель A» — покращений прототип (1 екз.)
- «Морський розвідувальний гідролітак Тип 10 Модель B» — покращений прототип та передсерійний варіант (1 екз.)
- «Морський розвідувальний гідролітак Тип 14 Модель 1» (E1Y1) — перший серійний двомісний варіант з двигуном Lorraine-Dietrich (400 к.с.)
- «Морський розвідувальний гідролітак Тип 14 Модель 2» (E1Y2) — серійний тримісний варіант з двигуном Lorraine-Dietrich 2 (450 к.с.)
- «Морський розвідувальний гідролітак Тип 14 Модель 3» (E1Y3) — покращений тримісний варіант з двигуном Lorraine-Dietrich 12Ed (450 к.с.)

- «Морський розвідувальний гідролітак Тип 14 Модель 2-KAI» — експериментальний варіант з 9-циліндровим двигуном Nakajima Jupiter VIII (450 к.с.)
- «Морський розвідувальний гідролітак Тип 14 Модель 2-KAI-1С» — експериментальний варіант з 12-циліндровим двигуном Lorraine-Dietrich 12Ed (450 к.с.)
- «Морський розвідувальний гідролітак Тип 14 Модель 2-KAI-1D» — експериментальний варіант з двигуном Jupiter VIII
- «Транспортний гідролітак Тип 14» — конверсія для цивільного використання

## Історія використання
Морські розвідники E1Y були найбільш вдалими довоєнними японськими гідролітаками. Вони несли службу до кінця 1930-х років. Літаки використовувались на японських лінкорах та авіатранспортах, а також у берегових та навчальних частинах.
Під час «Шанхайського інциденту» у 1931 році E1Y бали участь у блокуванні китайського узбережжя. Окремі літаки ще були нас службі на момент початку японсько-китайської війни (1937—1945), але у бойових діях участи вже не брали.
Багато списаних літаків переобладнувались у цивільні транспортні та пасажирські літаки. Найбільша кількість модифікацій мала 3-4-місну пасажирську кабіну. Під час цієї модифікації на літак встановлювався двигун Napier Lion II потужністю 450 к.с. Ці літаки використовувались як пасажирські екскурсійні та рекламні. Останні з них літали ще на початку Другої світової війни.